# Tri Čuke
Der Berg Tri Čuke oder Tri Tschuki (kyrillisch) Три Чуке (Serbisch) oder Три Чуки (Bulgarisch) liegt im westlichen Teil des Balkangebirges, an der serbisch-bulgarischen Staatsgrenze. Er erreicht eine Höhe von 1936 m.